# Татарський Сайман
Татарський Сайман (рос. Татарский Сайман) — село в Ніколаєвському районі Ульяновської області Російської Федерації.
Населення становить 1261 особу. Входить до складу муніципального утворення Поспеловське сільське поселення.

## Історія
Від 2004 року входить до складу муніципального утворення Поспеловське сільське поселення.

## Населення
| 2010 |
| ---- |
| 1261 |